# Anolis palmeri
Anolis palmeri este o specie de șopârle din genul Anolis, familia Polychrotidae, descrisă de Boulenger 1908. Conform Catalogue of Life specia Anolis palmeri nu are subspecii cunoscute.